# Reprezentacja Algierii w piłce nożnej mężczyzn
Reprezentacja Algierii w piłce nożnej – kadra Algierii w piłce nożnej mężczyzn.

## Historia
Największe piłkarskie sukcesy odnosiła w latach 80. Między 1980 a 1988 rokiem trzykrotnie stawała na podium w Pucharze Narodów Afryki, raz zajęła IV miejsce. Wtedy też – w 1982 roku – zadebiutowała w finałach mistrzostw świata. Podopieczni Rachida Mekloufiego w inauguracyjnym meczu pokonali przyszłych wicemistrzów świata RFN 2:1. W kolejnym przegrali z Austrią 0:2 i, mimo iż na zakończenie rozgrywek grupowych zwyciężyli Chile 3:2, to nie awansowali do drugiej rundy, tylko dlatego, że mieli gorszy bilans bramek od swoich rywali. W tamtej drużynie grali tacy zawodnicy jak Rabah Madjer, który w 1987 roku zdobył z FC Porto Puchar Mistrzów, strzelec dwóch bramek Salah Assad oraz dwaj późniejsi selekcjonerzy – Ali Fergani i Lakhdar Belloumi.
Na kolejny awans do Mundialu Algierczycy czekali tylko cztery lata. W Meksyku nie grali już tak skutecznie i po dwóch porażkach (z Brazylią 0:1 i Hiszpanią 0:3) oraz remisie 1:1 z Irlandią Północną (bilans bramkowy 1:5) szybko pożegnali się z turniejem. Zwieńczeniem udanej dekady było zdobycie w 1990 roku na własnym terenie Pucharu Narodów Afryki.
Od tego czasu Algierczycy grali nieskutecznie i przegrywali w kolejnych eliminacjach do mistrzostw świata. Rozgrywki mistrzostw Afryki kończą najczęściej na rundzie grupowej lub ćwierćfinale (z wyjątkiem edycji 1994 – dyskwalifikacja, i 2010 w której zajęli czwarte miejsce). W drużynie brakuje osobowości na miarę Madjera, a w wyjściu z zapaści nie pomagają częste zmiany selekcjonerów.
W 2009 roku, po dramatycznych bojach z odwiecznym rywalem, Egiptem Algieria po raz trzeci w historii zdołała awansować do Mistrzostw Świata. Do ostatecznego rozstrzygnięcia o awansie potrzebny był dodatkowy, trzeci mecz z Egiptem, rozegrany na neutralnym terenie w Sudanie, na Stade de Al-Merrikh w Omdurmanie (w swojej grupie obie drużyny osiągnęły identyczną liczbę punktów oraz bilans bramkowy, także w bezpośredniej rywalizacji nie doszło do rozstrzygnięcia – w pierwszym meczu Algieria pokonała u siebie Egipcjan 3:1, by na wyjeździe ulec 0:2). Rewanżowe spotkanie obu drużyn miało szczególnie dramatyczny przebieg, gdyż Egipcjanie bramkę na 2:0, przedłużającą ich szansę na awans do Mistrzostw Świata zdobyli dopiero w piątej minucie doliczonego czasu gry. Nie podłamało to jednak Algierczyków, którzy po przegranej podnieśli się i cztery dni później w Sudanie zdołali odnieść zwycięstwo. Zwycięską bramkę na miarę awansu strzelił w 40 minucie gry obrońca, Anthar Yahia.
Na mundialu w RPA algierska reprezentacja grała w grupie C razem ze Stanami Zjednoczonymi, Anglią i Słowenią. Po bezbramkowym remisie z Anglikami przyszły dwie porażki (ze Słowenią i USA po 0:1). Algierczycy pożegnali się więc z turniejem już po fazie grupowej.
Na kolejnych mistrzostwach świata (cztery lata później w Brazylii) Algieria zanotowała najlepszy jak do tej pory występ w historii tego kraju. Grając w grupie H z Belgią, Rosją i Koreą Południową zdobyła cztery punkty (po zwycięstwie z Koreańczykami 4:2, remisie 1:1 z Rosjanami oraz minimalnej porażce 1:2 z Belgami).  Zajęła drugie miejsce i awansowała do 1/8 finału, ulegając w tej fazie po dogrywce przyszłym mistrzom świata Niemcom 1:2.
Aktualnie Algieria zajmuje 48 miejsce w rankingu FIFA i 8. miejsce na czarnym kontynencie oraz w federacji CAF.

## Udział wMistrzostwach Świata
- 1930–1962 – Nie brała udziału (była kolonią francuską)
- 1966 – Wycofała się z eliminacji
- 1970–1978 – Nie zakwalifikowała się
- 1982 – Faza grupowa
- 1986 – Faza grupowa
- 1990–2006 – Nie zakwalifikowała się
- 2010 – Faza grupowa
- 2014 – 1/8 finału
- 2018–2022 – Nie zakwalifikowała się

## Udział wPucharze Narodów Afryki
- 1957–1962 – Nie brała udziału (była kolonią francuską)
- 1963–1965 – Nie brała udziału
- 1968 – Faza grupowa
- 1970–1978 – Nie zakwalifikowała się
- 1980 – II miejsce
- 1982 – IV miejsce
- 1984 – III miejsce
- 1986 – Faza grupowa
- 1988 – III miejsce
- 1990 – Mistrzostwo
- 1992 – Faza grupowa
- 1994 – Zdyskwalifikowana[3]
- 1996 – Ćwierćfinał
- 1998 – Faza grupowa
- 2000 – Ćwierćfinał
- 2002 – Faza grupowa
- 2004 – Ćwierćfinał
- 2006–2008 – Nie zakwalifikowała się
- 2010 – IV miejsce
- 2012 – Nie zakwalifikowała się
- 2013 – Faza grupowa
- 2015 – Ćwierćfinał
- 2017 – Faza grupowa
- 2019 - Mistrzostwo
- 2021 - Faza grupowa
- 2023 – Faza grupowa

## Trenerzy Algierii od początku XXI wieku
- 2000-01 –  Abdelghani Djadaoui i  Mircea Rădulescu
- 2001 –  Hamid Zouba i Abdelhamid Kermali
- 2001 –  Hamid Zouba, Abdelhamid Kermali i Azzedine Aït Djoudi
- 2001-02 –  Rabah Madjer
- 2002-03 –  Hamid Zouba
- 2003 –  Georges Leekens
- 2003-04 –  Rabah Saâdane
- 2004 –  Robert Waseige
- 2004-05 –  Ali Fergani i Lakhdar Belloumi
- 2005-06 –  Meziane Ighil
- 2006-07 –  Jean-Michel Cavalli
- 2007-10 –  Rabah Saâdane
- 2010-11 –  Abdelhak Benchikha
- 2011-14 –  Vahid Halilhodžić
- 2014-16 –  Christian Gourcuff
- 2016 –  Nabil Neghiz
- 2016 –  Milovan Rajevac
- 2016-17 –  Georges Leekens
- 2017 –  Lucas Alcaraz
- 2017–18  Rabah Madjer
- od 2018  Djamel Belmadi